# Zeit-Stiftung
Die gemeinnützige Zeit-Stiftung Ebelin und Gerd Bucerius (Eigenschreibweise ZEIT STIFTUNG BUCERIUS) bürgerlichen Rechts mit Sitz in Hamburg hat die Förderung von Wissenschaft und Forschung, Kunst und Kultur, Journalismus, „Innovationen“, „gesellschaftlichen Impulsen“, Bildung und Erziehung zum Ziel. Die Stiftung wurde 1971 von Gerd Bucerius (Jurist, Politiker und Verleger) gegründet. Gemeinsam mit seiner zweiten Ehefrau Anna Gertrud Bucerius (genannt Ebelin) prägte Bucerius die von ihm mitbegründete Wochenzeitung Die Zeit ebenso wie die Stiftung. Die Zeit Stiftung Bucerius fördert heute über 420 Initiativen in Hamburg, Deutschland und der Welt. Zwei ihrer zentralen Förderprojekte sind die Bucerius Law School als erste private Stiftungshochschule für Rechtswissenschaft und das Bucerius Kunst Forum als internationales Ausstellungshaus in Hamburg.

## Frühe Förderungen des Stifters
Erste Förderungen in den 1970er Jahren galten jungen Journalisten, die mit dem Zeit Fellowship an der Harvard University in Cambridge in den USA arbeiten konnten. Gerd Bucerius engagierte sich in den 1980er Jahren für den stärkeren Wettbewerb im deutschen Hochschulwesen und unterstützte die private Universität Witten/Herdecke mit erheblichen Mitteln. Für die Stärkung der Hamburger Literaturszene erwarb die Stiftung eine Villa an der Außenalster und stellt der Stadt und dem Literaturhaus-Verein das 1989 eröffnete Literaturhaus Hamburg seitdem mietfrei zur Verfügung. In den 1990er Jahren verstärkte die Stiftung ihre Aktivitäten im Wissenschaftsbereich und legte mit dem Gerd Bucerius-Juraprogramm ein Stipendienprogramm für Nachwuchsjuristen auf. Bis zum Tod von Gerd Bucerius hat die Stiftung 90 Einzelvorhaben mit insgesamt 15 Millionen Euro gefördert. Mit dem Tod des Stifters 1995 und seiner Frau 1997 ging das gesamte Privatvermögen des Ehepaars in die Stiftung über. In den letzten zehn Jahren hat die Stiftung Fördermittel in Höhe von mehr als 165 Millionen Euro aufgewendet.

## Gremien
Die Organe der Stiftung bestehen aus dem Vorstand und dem Kuratorium. Nach dem Tod des Stifters wurde Michael Göring 1997 zum geschäftsführenden Vorstandsmitglied bestellt, von 2005 bis 2021 war er Vorstandsvorsitzender. Sein Nachfolger Manuel J. Hartung nahm Ende 2021 seine Arbeit als Vorsitzender des Vorstandes der Stiftung auf. Den Finanzvorstand bekleidet seit 2021 Achim Lange. Kuratoriumsvorsitzender war von 1995 bis 2019 Manfred Lahnstein, seit 2020 führt Burkhard Schwenker den Vorsitz.

## Leitbild
Das Leitbild der Stiftung beginnt mit der Aussage: „Aufrichtig streiten, entschlossen handeln“. Die ZEIT STIFTUNG BUCERIUS ist Förderin einer offenen, aktiven Zivilgesellschaft. Deswegen unterstützt sie Streitkultur: Denn nur wenn debattiert und miteinander gerungen wird, wenn unterschiedliche Perspektiven aufeinandertreffen, wir diese wertschätzen und Formen des echten Austausches entwickeln — nur dann können wir voneinander lernen und unsere demokratischen Grundwerte mit Leben füllen.

## Förderbedingungen
Die Stiftung möchte ihre Förderung auf von ihr selbst initiierte Vorhaben konzentrieren, fördert aber auch fremde Projekte, vorzugsweise von Antragstellern aus Hamburg. Im Jahr 2024 standen als Erträge aus dem Stiftungsvermögen insgesamt rund 24,2 Millionen Euro zur Verfügung. Als eine der größten privat errichteten deutschen Stiftungen mit einem Stiftungskapital (Marktwert) von etwa 1,03 Milliarden Euro (Ende 2023) gründet die Zeit-Stiftung auch eigene Einrichtungen. Große Teile des Jahresbudgets werden dabei für die selbstständigen Institutionen Bucerius Law School und Bucerius Kunst Forum aufgewandt.

## Projekte (Auswahl)

### „Wissenschaft und Forschung“
Die Bucerius Law School in Hamburg ist eine 2000 von der Stiftung initiierte und seitdem von ihr getragene private Hochschule für Rechtswissenschaft. Über dieses Engagement hinaus möchte die Zeit-Stiftung den „begabten, international und interdisziplinär tätigen wissenschaftlichen Nachwuchs“ fördern. Sie unterstützt Projekte im Bereich der Geistes- und Sozialwissenschaften und konzentriert sich dabei vor allem auf Hamburg, Haifa und die USA.

### „Kunst und Kultur“
Über das eigene, seit 2002 bestehende Ausstellungshaus Bucerius Kunst Forum hinaus unterstützt die Stiftung Hamburger Museen, insbesondere bei der Erschließung und Präsentation ihrer Bestände. Sie möchte außerdem „die Vielfalt kultureller Ausdrucks- und Präsentationsformen in Musik, Literatur und Theater“ fördern. Schließlich werden Projekte der Denkmalpflege besonders in Nord- und Ostdeutschland durchgeführt.

### „Bildung und Erziehung“
Die Stiftung sieht es als eines ihrer zentralen Ziele an, „Bildungsübergänge chancengerecht zu gestalten“. Dabei geht es besonders um den Bildungsübergang von internationalen Vorbereitungsklassen in Regelklassen, aber auch um den Übergang von der Grundschule zur weiterführenden Schule. Daneben möchte sich die Stiftung für lebenslanges Lernen engagieren. Angesichts des demographischen Wandels sei dies „der Schlüssel, die eigenen Lebens- und Arbeitschancen zu verbessern“.

### „Politik und Gesellschaft“
Die Stiftung möchte öffentliche Debatten zu aktuellen Fragen und die Auseinandersetzung über umstrittene politische und gesellschaftliche Themen anregen. Sie vernetzt junge Führungskräfte bei der „Bucerius Summer School on Global Governance“ sowie dem „Asian Forum“ aus der ganzen Welt. Darüber hinaus soll ein Engagement in Osteuropa den unabhängigen Journalismus unterstützen.

### „Bucerius Lab“
Mit innovativen Formaten, Veranstaltungen, Ausstellungen und Schriften will das Bucerius Lab aktuelle Debatten in diesem Bereich aufgreifen, fördern und durch eigene Impulse und Fellow-Projekte zukunftsweisend bereichern.  Das Lab begleitet gesellschaftlichen Wandel durch Digitalisierung, schafft Orte des Austausches und fördert insbesondere mediale Teilhabe und Nachrichtenkompetenz. Dazu gehört der Entwurf für eine „Charta der Digitalen Grundrechte der Europäischen Union“, die auf Anregung der Stiftung von Netzaktivisten, Politikern, Wissenschaftlern, Schriftstellern, Journalisten und Bürgerrechtlern 2016 verfasst und zur Diskussion gestellt wurde.

## Publikationen
In der eigenen Buchreihe „Hamburger Köpfe“ werden „prägende Hamburger Persönlichkeiten“ porträtiert. Die Bände erscheinen im Ellert & Richter Verlag. Auch die Bucerius Law School und das Bucerius Kunst Forum haben eigene Publikationsreihen.